# Кулик Ігор Михайлович
І́гор Кули́к (нар. 25 травня 1983, м. Луцьк) — архівіст, історик. 
Перший директор Галузевого державного архіву Українського інституту національної пам'яті (Архіву національної памʼяті), автор понад 25 публікацій на «Історичній правді», «Цензор.Нет», Радіо «Свобода», «Локальна історія»; надав понад 40 інтервʼю та 200 коментарів з історії України ХХ та ХХІ століть.
Допоміг понад 9 000 людям знайти інформацію про репресованих рідних.

## Освіта
В 2005 році отримав диплом з відзнакою магістра політології Волинського державного університету імені Лесі Українки (м. Луцьк).
В 2018 році отримав сертифікат з відзнакою за успішне завершення курсу «Аналіз політики: від теорії до дії» Київської школи економіки та National Endowment for Democracy (NED).

## Кар'єра
Брав активну участь у громадському житті міста. 2005—2009 роки — начальник відділу у справах молоді та спорту Луцької районної державної адміністрації.
У 2009—2010 роках обіймав посаду начальника відділу звернень громадян Галузевого державного архіву Служби безпеки України, допомагаючи людям знайти відомості про репресії щодо них та їхніх родичів.
Протягом 2014—2015 років очолював Галузевий державний архів Служби безпеки України, де відновив відкритий доступ до історичних документів. Підтримав реформу доступу до архівів, брав участь в розробці нового законодавства — Закону України «Про доступ до архівів репресивних органів комуністичного тоталітарного режиму 1917—1991 років» [Архівовано 12 квітня 2020 у Wayback Machine.].
У 2015—2019 роки на посаді начальника управління інституційного забезпечення політики національної пам'яті Українського інституту національної пам'яті опікувався створенням Архіву національної пам'яті та пошуком відповідного приміщення.
З червня 2019 по червень 2024 року — директор Галузевого державного архіву Українського інституту національної пам'яті [Архівовано 22 січня 2022 у Wayback Machine.] На посаді директора Архіву національної памʼяті забезпечив вступ Архіву до 2 міжнародних організацій та підписав 11 договорів із 13 закордонними установами; підготував та відкрив фотодокументальну виставку «Комунізм = рашизм» 7 мовами в 4 країнах світу та в понад 50 локаціях України, яку відвідало понад 40 000 осіб, включно з Президентом Латвійської Республіки Егілсом Левітсом; автор 5 освітніх відеороликів про можливість громадянам самостійно знайти інформацію про репресованих рідних, які презентував на понад 30 заходах.
Експерт з доступу до архівів Центру досліджень визвольного руху; експерт групи «Політика національної пам'яті» Реанімаційного пакету реформ; член журі IV та V Всеукраїнських конкурсів наукових студентських робіт на тему Революції Гідності на здобуття відзнаки імені Сергія Кемського; експертний ментор для учасників щорічних онлайн-ідеатонів Хататон 4.0: Ukraine Heritage Edition та Хататон 5.0: Спадщина. Стійкість. Інновації («House of Europe», Goethe-Institut в Україні, Digitizing.Space), засновник та адміністратор групи в соціальній мережі Фейсбук «Доступ до архівів», співавтор видання (дві редакції) — В'ятрович В. М., Кулик І. М., Лошак В. В., Шпак А. В. Право на правду. Практичний порадник із доступу до архівів. [Архівовано 12 квітня 2020 у Wayback Machine.]
Нагороджений подякою Голови Служби безпеки України з нагоди відзначення 18 річниці Служби безпеки України.
Профілі в соціальних мережах Фейсбук та Linkedin, Youtube-канал.